# سامانثا نوت
سامانثا جوان نات بالإنجليزية (Samantha Nutt) (من مواليد أكتوبر 1969) هي طبيب كندي وفاعلة خير ومؤسسة ورئيسة منظمة طفل الحرب كندا تمتلك أكثر من ستة عشر عامًا من الخبرة في العمل الإنساني في مناطق الصراع. وتحكي في كتابها الصادر في عام 2011 " Damned Nations: Greed, Guns, Armies, and Aid " عملها على مدار خمسة عشر عامًا في بعض أكثر مناطق العالم دمارًا.
طوال حياتها المهنية، ركزت نوت على تقديم المساعدة للنساء والأطفال المتضررين من الحرب. وهي مؤسسة ورئيسة منظمة أطفال الحرب في كندا/أطفال الحرب في الولايات المتحدة الأمريكية، وعملت مع الأمم المتحدة والمنظمات غير الحكومية. عملت نوت مع الأطفال وعائلاتهم على خط المواجهة في العديد من الأزمات بما في ذلك العراق وأفغانستان وجمهورية الكونغو الديمقراطية وليبيريا وسيراليون والصومال ودارفور وجنوب السودان وبوروندي وشمال أوغندا وإثيوبيا والحدود التايلاندية البورمية واليمن.
تعمل سامنثا نوت ضمن طاقم مستشفى كلية النساء في تورنتو، وأستاذ مساعد في جامعة تورنتو في قسم طب الأسرة والمجتمع. وهي أحد أعضاء مجلس إدارة مؤسسة ديفيد سوزوكي.
نوت متزوجة من إريك هوسكينز، وزير الصحة والرعاية طويلة الأمد في أونتاريو سابقًا.

## التعليم
ولدت نوت في تورنتو في أكتوبر 1969، وعاشت بالقرب من مدينة ديربان، جنوب أفريقيا، من عمر سنة إلى ست سنوات، قبل أن تنقل هي وعائلتها إلى ديربان. عمل والدها مصمم أحذية للأطفال وبسبب عمله انتقلت العائلة إلى البرازيل لستة أشهر وكانت نوت بعمر المراهقة. تخرجت من كلية الفنون والعلوم بجامعة ماكماستر. وحصلت على درجة الدكتوراه في الطب من نفس الجامعة.و حصلت على درجة الماجستير بدرجة امتياز من كلية لندن للصحة والطب الاستوائي، وحصلت على زمالة في طب المجتمع (FRCPC) من الكلية الملكية للأطباء والجراحين في كندا. حصلت على شهادة من كلية ممارسة الأسرة (CCFP) وأكملت تخصصًا فرعيًا في صحة المرأة من خلال جامعة تورنتو بصفتها باحثة في صحة المرأة وطبيبة أسرة متمرسة، ونوت زميلة الكلية الملكية للأطباء والجراحين ومصدقة من كلية طب الأسرة.

## مرتبة الشرف
وقد حظي عمل سامنثا نوت نيابة عن المجتمعات المتضررة من الحرب في جميع أنحاء العالم باعتراف واسع النطاق.. في عام 2011، وقد حصلت على وسام كندا "لمساهماتها في تحسين محنة الشباب في أسوأ مناطق الصراع في العالم، ولا سيما كمنظمة "طفل الحرب" في كندا. اختارتها جائزة "ذا جلوب اند ميل" كواحدة من "أفضل 40 شخص كندا تحت عمر الـ 40". صنفتها مجلة تايم الأمريكية كواحدة من أبرز خمسة ناشطين في كندا
. اختيرت كـ "شخصية الأسبوع" من قبل صحيفة لا براس، اختيرت كواحدة من «200 من القادة العالميين الشباب» في العالم من قبل المنتدى الاقتصادي العالمي.  في عام 2010، عينت نوت في وسام أونتاريو. في 2012 حصلت على وسام اليوبيل الماسي للملكة إليزابيث الثانية.
حصلت سامنثا نوت على درجة الدكتورة الفخرية (دكتوراه في الآداب الإنسانية) من جامعة نياجرا وجامعة بروك
ومنحتها جامعة نوفا ساوث إيسترن في فلوريدا وجامعة ماك ماستر وجامعة ليثبريدج وجامعة سانت ماري في هاليفاكس وجامعة ويسترن أونتاريو وجامعة أوتاوا.درجة الدكتوراه الفخرية في القانون
جامعة ماونت سانت فنسنت وجامعة يورك منحت سامنثا نوت في 2011 درجة الدكتوراه الفخرية في القانون
2015 منحت جامعة ألبرتا درجة الدكتورة الفخرية في العلوم لـ سامنثا نوت.

## الأنشطة خارج منظمة طفل الحرب كندا
كتب نوت لمجلة ماكلين و صحيفة غلوب آند ميل التي تغطي قضايا حقوق الإنسان والسياسة الخارجية والقضايا المتعلقة بالحروب.
وتظهر سامنثا نوت بشكل معتاد في القنوات التلفزيونية والاذاعية في كندا والولايات المتحدة الأمريكية لتعليق على قضايا حقوق الإنسان والحروب. سامنثا نوت عضو منتظم في لجنة "نقطة التحول ' في صحيفة ذا ناشيونال. ونوت متحدثة عامة رئيسية حول قضايا وتأثيرات الحرب وحقوق الإنسان والعدالة الاجتماعية والمشاركة العامة في القضايا العالمية. 

## روابط خارجية
- موقع ويب War Child Canada
- موقع ويب سامانثا نات